# Neutralizacija (kemija)
Neutralizacija je reakcija između kiseline i baze ili lužine. Reakcija se jednostavno piše: kiselina + baza → sol + voda, npr.:
{\displaystyle {\ce {HCl + NaOH -> NaCl + H2O}}}
Reakcija neutralizacije je uvijek egzotermna.

## Teorije kiselina i baza

### Arrheniusova
Prvu modernu teoriju kiselina i baza formulirao je Svante Arrhenius. Po njemu, kiseline su tvari koje u otopini stvaraju vodikove ione H+, dok su baze tvari koje u otopini stvaraju hidroksidne ione OH-.
Ovo uzrokuje protonizaciju vode, odnosno nastajanje oksonijevih iona H3O+, prema formuli: {\displaystyle {\ce {{H2O}+ H+ -> H3O+}}}. Danas se, radi jednostavnosti, H+ interpretira kao kraći zapis za H3O+.

#### Problematika
Arrheniusova teorija ograničena je po tome što tvari razvrstava na kiseline i tvari samo u vodenim otopinama. Uzmimo kao primjer sljedeće: klorovodičnu kiselinu može neutralizirati i otopina natrijeva hidroksida, ali i otopina amonijaka. U oba slučaja dobijemo bijelu otopinu, koju možemo kristalizirati, kako bismo dobili bijelu sol - natrijev klorid, ili amonijev klorid, respektivno. Navedene reakcije mogu se zapisati na sljedeći način:
{\displaystyle {\ce {NaOH_{(aq)}{}+ HCl_{(aq)}-> {}NaCl_{(aq)}{}+ H2O_{(l)}}}}
{\displaystyle {\ce {NH3_{(aq)}{}+ HCl_{(aq)}-> {}NH4Cl_{(aq)}}}}
U slučaju natrijeva hidroksida, vodikovi ioni iz kiseline reagiraju s hidroksidnim ionima iz natrijeva hidroksida, te tvore vodu - prema Arrheniusovoj teoriji.
No, u slučaju amonijaka nema otpuštanja hidroksidnih iona jer on izravno reagira s klorovodikom. Prema Arrheniusu, ovo nije reakcija neutralizacije, iako je amonijak bazičan, a klorovodik kiseo. Također, prema ovoj definiciji ni rastaljeni NaOH nije baza.

### Brønsted-Lowryjeva
Prema Brønsted-Lowryjevoj teoriji kiselina je proton-donor, a baza proton-akceptor
Kiselina otpuštanjem protona (vodikova iona) prelazi u svoju konjugiranu bazu, a baza primanjem protona (vodikova iona) prelazi u svoju konjugiranu kiselinu.
{\textstyle {\ce {HCl + H2O -> H3O+ + Cl-}}} -  kiselina + baza → konjugirana kiselina + konjugirana baza
Što je kiselina jača lakše se otpušta proton, a njezina konjugirana baza je sve slabija i obrnuto.

### Lewisova
Po Lewisu svaka baza ima slobodan elektronski par, a svaka kiselina se može vezati za taj slobodan elektronski par. 
Baza je elektron donor, a kiselina elektron akceptor.

## Stupnjevi disocijacije
Ovisno o broju protona (vodikovih atoma), jake kiseline, možemo dobiti više različitih soli.
H2SO4 ima 2 atoma vodika, pa ju nazivamo diprotonskom kiselinom. Ona stoga može dati dvije različite soli. Disocijacija se također odvija u dva stupnja:
{\textstyle {\ce {H2SO4 -> H+ + HSO4-}}} - u prvom se koraku dobiva hidrogensulfatni ion, koji ulazi u sljedeću reakciju
{\displaystyle {\ce {HSO4^- -> H+ + SO4^2-}}} - u drugom se koraku dobiva sulfatni ion, koji nema daljnjih vodikovih iona, pa je disocijacija završena.

## Vrste reakcija

### Jaka kiselina - jaka baza
Jaka kiselina potpuno disocira u vodenoj otopini. Primjer jake kiseline je klorovodična kiselina, koja se u vodi potpuno razlaže na ione: {\textstyle {\ce {HCl -> H+ + Cl-}}} ili {\displaystyle {\ce {HCl + H2O -> H3O+ + Cl-}}}
Jaka lužina također potpuno disocira u vodenoj otopini. Primjer je natrijev hidroksid, koji u vodi sav prelazi na ione: {\displaystyle {\ce {NaOH -> Na+ + OH-}}}
Stoga, kad reagiraju jaka lužina i jaka kiselina, vodikov ion (ili vodikov proton) H+ i hidroksidni ion OH- tvore molekulu vode: {\displaystyle {\ce {H+ + OH^- -> H2O}}}, jednako kao i oksonijev ion H3O+ i hidroksidni ion OH-: {\displaystyle {\ce {{H3O+}+ OH^- -> {H2O}+ H2O}}}. Standardna promjena entalpije za reakciju H+ + OH− → H2O iznosi −55.90 kJ/mol.
{\displaystyle {\ce {NaOH + H2SO4 -> NaHSO4 + H2O}}} - nastaje sol natrijev hidrogensulfat, koji ulazi u sljedeću reakciju
{\displaystyle {\ce {NaHSO4 + NaOH -> Na2SO4 + H2O}}} - nastaje sol natrijev sulfat
Reakcija nije reverzibilna jer se ioni spajaju u molekule vode.
Kad jaku kiselinu neutralizira jaka baza (i obrnuto), u otopini nema vodikovih iona. Otopina je neutralna jer ne sadrži ni hidroksidne ione koji tvore baze, ni vodikove ione koji tvore kiseline. pH takve otopine je blizu neutralne vrijednosti 7, no točna pH-vrijednost ovisi o temperaturi otopine. Standardna promjena entalpije za reakcije neutralizacije jake baze i jake kiseline uvijek je između -57 i -58 kJ mol−1.

### Disocijacija
Slabe kiseline ne disociraju u potpunosti, već se stvara kemijska ravnoteža oblika: AH + H2O ⇌ H3O+ + A−; gdje je A slaba kiselina.
{\displaystyle {\ce {H2CO3 + H2O <-> H3O^+ + HCO3^-}}} - iz ugljične kiseline i vode dobivamo oksonijev ion i hidrogenkarbonatni ion
{\displaystyle {\ce {HCO3^- + H2O <-> H3O^+ + CO3^2-}}} - daljnjom disocijacijom dobivamo drugi oksonijev ion i karbonatni ion
Svaka od ovih polureakcija je reverzibilna, te se stvara kemijska ravnoteža.
{\displaystyle {\ce {Ca(OH)2 + 2H3PO4 -> Ca(H2PO4)2 + 2H2O}}} - kalcijev dihidrogenfosfat
{\displaystyle {\ce {Ca(H2PO4)2 + Ca(OH)2 -> 2CaHPO4 + 2H2O}}} - kalcijev hidrogenortofosfat
{\displaystyle {\ce {2CaHPO4 + Ca(OH)2 -> Ca3(PO4)2 + 2H2O}}} - kalcijev ortofosfat